# Iziz
Iziz es una antigua ciudad-fortaleza amurallada de planeta Onderon, dentro del universo ficticio de Star Wars. Se desarrolló a lo largo de los siglos como una gran ciudadela que rodeaba una montaña baja, principalmente para mantener alejadas a las feroces bestias de la luna Dxun.  Finalmente, llegó a proteger a varios millones de habitantes de estas grandes bestias, cubriendo un área de unos 1000 kilómetros cuadrados y penetrando varios kilómetros en la corteza terrestre. En una época, el jedi oscuro Freedon Nadd gobernó con mano de hierro este baluarte.
- Datos: Q9010233